# Albo d'oro della Serie A1 (pallanuoto maschile)
Elenco dei vincitori della massima divisione del campionato italiano maschile di pallanuoto.

## Albo d'oro
| Stagione | Vincitore                                                                       | Secondo Posto                                                                   | Terzo posto                                                                     | Note                                                                            |
| 1912     | Genoa                                                                           | Partenope                                                                       | Lazio                                                                           |                                                                                 |
| 1913     | Genoa                                                                           | Partenope                                                                       | Lazio                                                                           |                                                                                 |
| 1914     | Genoa                                                                           | Partenope                                                                       | Mameli                                                                          |                                                                                 |
| 1915     |                                                                                 |                                                                                 |                                                                                 | Edizione non disputata                                                          |
| 1916     |                                                                                 |                                                                                 |                                                                                 | Edizione non disputata                                                          |
| 1917     |                                                                                 |                                                                                 |                                                                                 | Edizione non disputata                                                          |
| 1918     |                                                                                 |                                                                                 |                                                                                 | Edizione non disputata                                                          |
| 1919     | Genoa                                                                           | Milano                                                                          | Sport Club Italia                                                               |                                                                                 |
| 1920     | Milano                                                                          | Sturla                                                                          |                                                                                 |                                                                                 |
| 1921     | Andrea Doria                                                                    | Partenope                                                                       |                                                                                 |                                                                                 |
| 1922     | Andrea Doria                                                                    | Partenope                                                                       |                                                                                 |                                                                                 |
| 1923     | Sturla                                                                          | Partenope                                                                       |                                                                                 |                                                                                 |
| 1924     |                                                                                 |                                                                                 |                                                                                 | Edizione non disputata                                                          |
| 1925     | Andrea Doria                                                                    | 138ª Legione                                                                    |                                                                                 |                                                                                 |
| 1926     | Andrea Doria                                                                    | 138ª Legione                                                                    | Triestina                                                                       |                                                                                 |
| 1927     | Andrea Doria                                                                    | 32ª Legione                                                                     |                                                                                 |                                                                                 |
| 1928     | Andrea Doria                                                                    | Mameli                                                                          | Triestina                                                                       |                                                                                 |
| 1929     | Triestina                                                                       | Mameli                                                                          | Napoli                                                                          |                                                                                 |
| 1930     | Andrea Doria                                                                    | Florentia                                                                       | Napoli                                                                          |                                                                                 |
| 1931     | Andrea Doria                                                                    | Mameli                                                                          | Camogli                                                                         |                                                                                 |
| 1932     | Milano                                                                          | Florentia                                                                       | Triestina                                                                       |                                                                                 |
| 1933     | Florentia                                                                       | Triestina                                                                       | Camogli                                                                         |                                                                                 |
| 1934     | Florentia                                                                       | Camogli                                                                         | Mameli                                                                          |                                                                                 |
| 1935     | Camogli                                                                         | Florentia                                                                       |                                                                                 |                                                                                 |
| 1936     | Florentia                                                                       | Camogli                                                                         | Napoli                                                                          |                                                                                 |
| 1937     | Florentia                                                                       | Napoli                                                                          | Camogli                                                                         |                                                                                 |
| 1938     | Florentia                                                                       | Napoli                                                                          | Lazio                                                                           |                                                                                 |
| 1939     | Napoli                                                                          | Cavagnaro                                                                       | Lazio                                                                           |                                                                                 |
| 1940     | Florentia                                                                       | Napoli                                                                          | Lazio                                                                           |                                                                                 |
| 1941     | Napoli                                                                          | Florentia                                                                       | Cavagnaro                                                                       |                                                                                 |
| 1942     | Napoli                                                                          | Lazio                                                                           | Cavagnaro                                                                       |                                                                                 |
| 1943     |                                                                                 |                                                                                 |                                                                                 | Edizione non disputata                                                          |
| 1944     |                                                                                 |                                                                                 |                                                                                 | Edizione non disputata                                                          |
| 1945     | Lazio                                                                           | Napoli                                                                          |                                                                                 |                                                                                 |
| 1946     | Camogli                                                                         | Florentia                                                                       | Canottieri Olona                                                                |                                                                                 |
| 1947     | Canottieri Olona                                                                | Florentia                                                                       | Napoli                                                                          |                                                                                 |
| 1948     | Florentia                                                                       | Canottieri Olona                                                                | Lazio                                                                           |                                                                                 |
| 1949     | Napoli                                                                          | Florentia                                                                       | Canottieri Napoli                                                               |                                                                                 |
| 1950     | Napoli                                                                          | Lazio                                                                           | Canottieri Napoli                                                               |                                                                                 |
| 1951     | Canottieri Napoli                                                               | Camogli                                                                         | Florentia                                                                       |                                                                                 |
| 1952     | Camogli                                                                         | Canottieri Napoli                                                               | Florentia                                                                       |                                                                                 |
| 1953     | Camogli                                                                         | Florentia                                                                       | Canottieri Napoli                                                               |                                                                                 |
| 1954     | Roma                                                                            | Camogli                                                                         | Lazio                                                                           |                                                                                 |
| 1955     | Camogli                                                                         | Lazio                                                                           | Canottieri Napoli                                                               |                                                                                 |
| 1956     | Lazio                                                                           | Canottieri Napoli                                                               | Napoli                                                                          |                                                                                 |
| 1957     | Camogli                                                                         | Napoli                                                                          | Canottieri Napoli                                                               |                                                                                 |
| 1958     | Canottieri Napoli                                                               | Camogli                                                                         | Lazio                                                                           |                                                                                 |
| 1959     | Pro Recco                                                                       | Canottieri Napoli                                                               | Lazio                                                                           |                                                                                 |
| 1960     | Pro Recco                                                                       | Fiamme Oro                                                                      | Lazio                                                                           |                                                                                 |
| 1961     | Pro Recco                                                                       | Canottieri Napoli                                                               | Camogli                                                                         |                                                                                 |
| 1962     | Pro Recco                                                                       | Lazio                                                                           | Napoli                                                                          |                                                                                 |
| 1963     | Canottieri Napoli                                                               | Pro Recco                                                                       | Lazio                                                                           |                                                                                 |
| 1964     | Pro Recco                                                                       | Canottieri Napoli                                                               | Camogli                                                                         |                                                                                 |
| 1965     | Pro Recco                                                                       | Canottieri Napoli                                                               | Camogli                                                                         |                                                                                 |
| 1966     | Pro Recco                                                                       | Canottieri Napoli                                                               | Nervi                                                                           |                                                                                 |
| 1967     | Pro Recco                                                                       | Nervi                                                                           | Canottieri Napoli                                                               |                                                                                 |
| 1968     | Pro Recco                                                                       | Nervi                                                                           | Napoli                                                                          |                                                                                 |
| 1969     | Pro Recco                                                                       | Nervi                                                                           | Canottieri Napoli                                                               |                                                                                 |
| 1970     | Pro Recco                                                                       | Sori                                                                            | Nervi                                                                           |                                                                                 |
| 1971     | Pro Recco                                                                       | FIAT Torino                                                                     | Canottieri Napoli                                                               |                                                                                 |
| 1972     | Pro Recco                                                                       | Canottieri Napoli                                                               | Sori                                                                            |                                                                                 |
| 1973     | Canottieri Napoli                                                               | Pro Recco                                                                       | Nervi                                                                           |                                                                                 |
| 1974     | Pro Recco                                                                       | Canottieri Napoli                                                               | Napoli                                                                          |                                                                                 |
| 1975     | Canottieri Napoli                                                               | Civitavecchia                                                                   | Pro Recco                                                                       |                                                                                 |
| 1976     | Florentia                                                                       | Pro Recco                                                                       | Canottieri Napoli                                                               |                                                                                 |
| 1977     | Canottieri Napoli                                                               | Pro Recco                                                                       | Florentia                                                                       |                                                                                 |
| 1978     | Pro Recco                                                                       | Canottieri Napoli                                                               | Florentia                                                                       |                                                                                 |
| 1979     | Canottieri Napoli                                                               | Florentia                                                                       | Pro Recco                                                                       |                                                                                 |
| 1980     | Florentia                                                                       | FIAT Torino                                                                     | Camogli                                                                         |                                                                                 |
| 1981     | Bogliasco                                                                       | Pro Recco                                                                       | Florentia                                                                       |                                                                                 |
| 1982     | Pro Recco                                                                       | Bogliasco                                                                       | Canottieri Napoli                                                               |                                                                                 |
| 1983     | Pro Recco                                                                       | Savona                                                                          | Posillipo                                                                       |                                                                                 |
| 1984     | Pro Recco                                                                       | Posillipo                                                                       | Florentia                                                                       |                                                                                 |
| 1985     | Posillipo                                                                       | Canottieri Napoli                                                               | Savona                                                                          |                                                                                 |
| 1986     | Posillipo                                                                       | Pescara                                                                         | Camogli                                                                         |                                                                                 |
| 1987     | Pescara                                                                         | Posillipo                                                                       | Savona                                                                          |                                                                                 |
| 1988     | Posillipo                                                                       | Canottieri Napoli                                                               | Pescara                                                                         |                                                                                 |
| 1989     | Posillipo                                                                       | Pescara                                                                         | Pro Recco                                                                       |                                                                                 |
| 1990     | Canottieri Napoli                                                               | Savona                                                                          | Posillipo                                                                       |                                                                                 |
| 1991     | Savona                                                                          | Pescara                                                                         | Florentia                                                                       |                                                                                 |
| 1992     | Savona                                                                          | Pro Recco                                                                       | Pescara                                                                         |                                                                                 |
| 1993     | Posillipo                                                                       | Savona                                                                          | Roma                                                                            |                                                                                 |
| 1994     | Posillipo                                                                       | Volturno                                                                        | Roma                                                                            |                                                                                 |
| 1995     | Posillipo                                                                       | Roma                                                                            | Pescara                                                                         |                                                                                 |
| 1996     | Posillipo                                                                       | Pescara                                                                         | Florentia                                                                       |                                                                                 |
| 1997     | Pescara                                                                         | Posillipo                                                                       | Roma                                                                            |                                                                                 |
| 1998     | Pescara                                                                         | Posillipo                                                                       | Florentia                                                                       |                                                                                 |
| 1999     | Roma                                                                            | Posillipo                                                                       | Florentia                                                                       |                                                                                 |
| 2000     | Posillipo                                                                       | Florentia                                                                       | Pro Recco                                                                       |                                                                                 |
| 2001     | Posillipo                                                                       | Florentia                                                                       | Pro Recco Roma                                                                  |                                                                                 |
| 2002     | Pro Recco                                                                       | Posillipo                                                                       |                                                                                 |                                                                                 |
| 2003     | Leonessa                                                                        | Pro Recco                                                                       |                                                                                 |                                                                                 |
| 2004     | Posillipo                                                                       | Pro Recco                                                                       | Leonessa Savona                                                                 |                                                                                 |
| 2005     | Savona                                                                          | Posillipo                                                                       | Leonessa Pro Recco                                                              |                                                                                 |
| 2006     | Pro Recco                                                                       | Posillipo                                                                       | Leonessa Savona                                                                 |                                                                                 |
| 2007     | Pro Recco                                                                       | Posillipo                                                                       | Leonessa Savona                                                                 |                                                                                 |
| 2008     | Pro Recco                                                                       | Leonessa                                                                        | Posillipo Savona                                                                |                                                                                 |
| 2009     | Pro Recco                                                                       | Posillipo                                                                       | Leonessa                                                                        |                                                                                 |
| 2010     | Pro Recco                                                                       | Savona                                                                          | Leonessa                                                                        |                                                                                 |
| 2011     | Pro Recco                                                                       | Savona                                                                          | Posillipo                                                                       |                                                                                 |
| 2012     | Pro Recco                                                                       | AN Brescia                                                                      | Posillipo                                                                       |                                                                                 |
| 2013     | Pro Recco                                                                       | AN Brescia                                                                      | Florentia                                                                       |                                                                                 |
| 2014     | Pro Recco                                                                       | AN Brescia                                                                      | Posillipo                                                                       |                                                                                 |
| 2015     | Pro Recco                                                                       | AN Brescia                                                                      | Sport Management                                                                |                                                                                 |
| 2016     | Pro Recco                                                                       | AN Brescia                                                                      | Sport Management                                                                |                                                                                 |
| 2017     | Pro Recco                                                                       | AN Brescia                                                                      | Canottieri Napoli                                                               |                                                                                 |
| 2018     | Pro Recco                                                                       | AN Brescia                                                                      | Sport Management                                                                |                                                                                 |
| 2019     | Pro Recco                                                                       | AN Brescia                                                                      | Sport Management                                                                |                                                                                 |
| 2020     | non assegnato per la sospensione del campionato a causa dell'emergenza COVID-19 | non assegnato per la sospensione del campionato a causa dell'emergenza COVID-19 | non assegnato per la sospensione del campionato a causa dell'emergenza COVID-19 | non assegnato per la sospensione del campionato a causa dell'emergenza COVID-19 |
| 2021     | AN Brescia                                                                      | Pro Recco                                                                       | Savona                                                                          |                                                                                 |
| 2022     | Pro Recco                                                                       | AN Brescia                                                                      | Savona                                                                          |                                                                                 |
| 2023     | Pro Recco                                                                       | AN Brescia                                                                      | Ortigia                                                                         |                                                                                 |
| 2024     | Pro Recco                                                                       | Savona                                                                          | AN Brescia                                                                      |                                                                                 |
| 2025     | Pro Recco                                                                       | AN Brescia                                                                      | Savona                                                                          |                                                                                 |

## Vittorie per squadra
| Squadra           | Titoli | Anni |
| ----------------- | ------ | --- |
| Pro Recco         | 37     | 1959, 1960, 1961, 1962, 1964, 1965, 1966, 1967, 1968, 1969, 1970, 1971, 1972, 1974, 1978, 1982, 1983, 1984, 2002, 2006, 2007, 2008, 2009, 2010, 2011, 2012, 2013, 2014, 2015, 2016, 2017, 2018, 2019, 2022, 2023, 2024, 2025 |
| Posillipo         | 11     | 1985, 1986, 1987, 1988, 1993, 1994, 1995, 1996, 2000, 2001, 2004 |
| Florentia         | 9      | 1933, 1934, 1936, 1937, 1938, 1940, 1948, 1976, 1980 |
| Andrea Doria      | 8      | 1921, 1922, 1925, 1926, 1927, 1928, 1930, 1931 |
| Canottieri Napoli | 8      | 1951, 1958, 1963, 1973, 1975, 1977, 1979, 1990 |
| Camogli           | 6      | 1935, 1946, 1952, 1953, 1955, 1957 |
| Napoli            | 5      | 1939, 1941, 1942, 1949, 1950 |
| Genoa             | 4      | 1912, 1913, 1914, 1919 |
| Pescara           | 3      | 1987, 1997, 1998 |
| Savona            | 3      | 1991, 1992, 2005 |
| Milano            | 2      | 1920, 1932 |
| Lazio             | 2      | 1945, 1956 |
| Roma Nuoto        | 2      | 1954, 1999 |
| AN Brescia        | 2      | 2003, 2021 |
| Triestina         | 1      | 1929 |
| Sturla            | 1      | 1923 |
| Canottieri Olona  | 1      | 1947 |
| Bogliasco         | 1      | 1981 |

## Scudetti per città
| Città     | Titoli | Squadre vincenti                                  |
| --------- | ------ | ------------------------------------------------- |
| Recco     | 37     | Pro Recco (37)                                    |
| Napoli    | 24     | Posillipo (11), Canottieri Napoli (8), Napoli (5) |
| Genova    | 13     | Andrea Doria (8), Genoa (4), Sturla (1)           |
| Firenze   | 9      | Florentia (9)                                     |
| Camogli   | 6      | Camogli (6)                                       |
| Roma      | 4      | Roma (2), Lazio (2)                               |
| Milano    | 3      | Milano (2), Canottieri Olona (1)                  |
| Pescara   | 3      | Pescara (3)                                       |
| Savona    | 3      | Savona (3)                                        |
| Brescia   | 2      | AN Brescia (2)                                    |
| Trieste   | 1      | Triestina (1)                                     |
| Bogliasco | 1      | Bogliasco (1)                                     |

## Scudetti per Regione
| Regione               | Titoli | Squadre vincenti                                                                                |
| --------------------- | ------ | ----------------------------------------------------------------------------------------------- |
| Liguria               | 60     | Pro Recco (37), Andrea Doria (8), Camogli (6), Genoa (4), Savona (3), Sturla (1), Bogliasco (1) |
| Campania              | 24     | Posillipo (11), Canottieri Napoli (8), Napoli (5)                                               |
| Toscana               | 9      | Florentia (9)                                                                                   |
| Lombardia             | 5      | Milano (2), AN Brescia (2), Canottieri Olona (1)                                                |
| Lazio                 | 4      | Roma (2), Lazio (2)                                                                             |
| Abruzzo               | 3      | Pescara (3)                                                                                     |
| Friuli-Venezia Giulia | 1      | Triestina (1)                                                                                   |